# Leapmotor B01
A Leapmotor B01 egy akkumulátoros elektromos, kompakt szedán autótípus, amelyet a Leapmotor gyárt. Ez a B-szériás modellcsalád második járműve.
2025 áprilisában mutatták be a 2025-ös Sanghaji Autókiállításon.

## Áttekintés

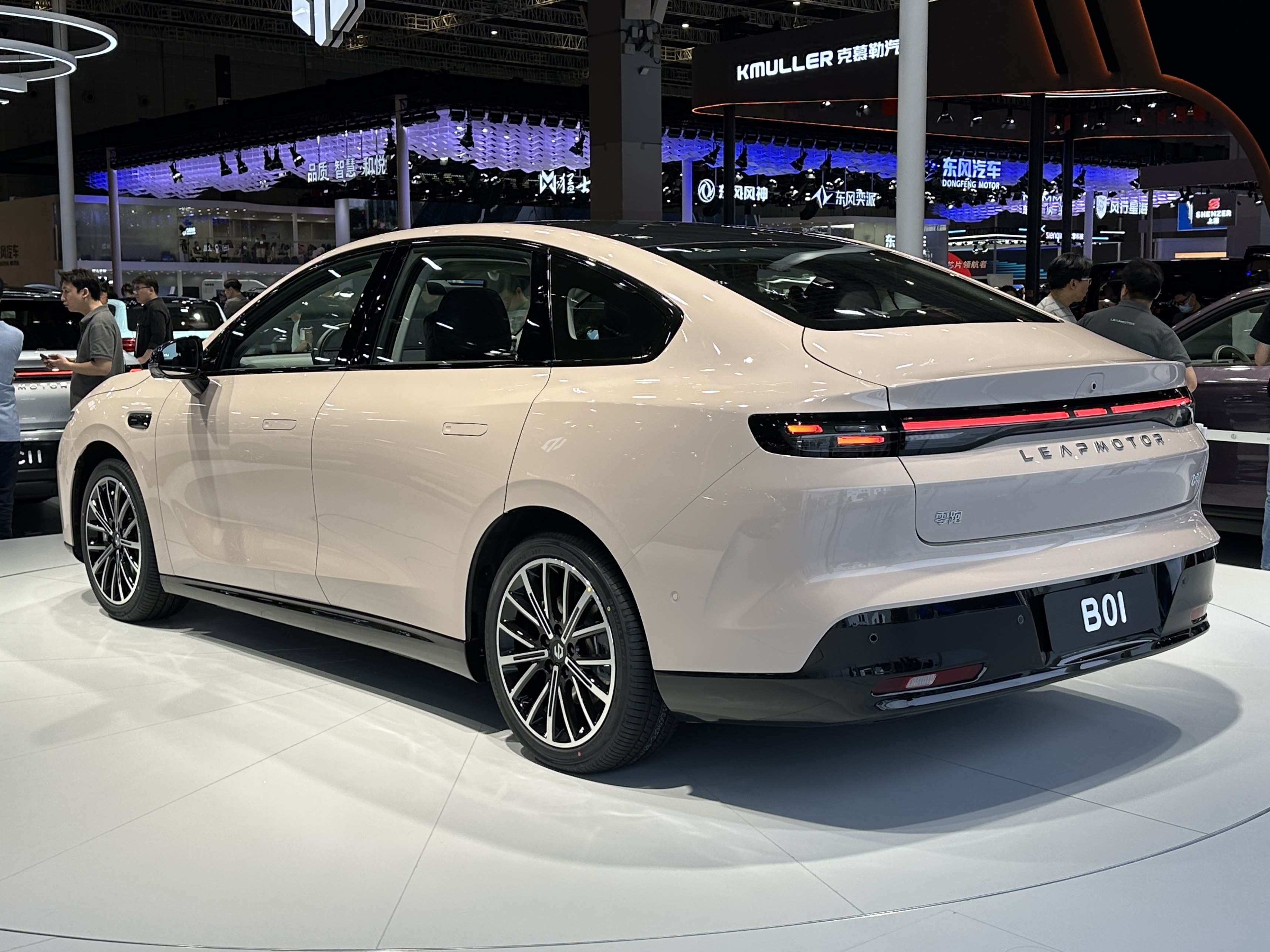
A Leapmotor B01 hátulnézetből

A B01 ugyanazt a LEAP 3.5 platformot használja, mint a korábban bemutatott Leapmotor B10.
A többi Leapmotor-modell Gravity Field formatervezési nyelvét követi osztott fényszóróval és háromcsíkos nappali menetfénnyel, valamint kiugró ajtókilincsekkel, 18 colos könnyűfém keréktárcsákkal és fénysáv stílusú hátsó lámpákkal.

## Jellemzők
A belső térben egy 14,6 hüvelykes, 2,5K felbontású érintőképernyő és egy 8,8 hüvelykes digitális műszerfal található, amely támogatja a vezeték nélküli frissítéseket. Az érintőképernyőt a legtöbb modellen egy Qualcomm Snapdragon 8155 chip, a csúcskategóriás modelleken pedig egy Snapdragon 8295 chip hajtja. A B01 egy 256 színű hangulatvilágítási rendszert is tartalmaz. A magasabb felszereltségi szintek LiDAR rendszert és Qualcomm Snapdragon Ride 8650 chipet kapnak, amely az ADAS rendszert hajtja. Minden felszereltségi szint állítható, fűthető és szellőztethető első üléseket tartalmaz.

## Hajtáslánc
A B10-hez hasonlóan a B01 is két hátsókerék-meghajtású elektromos hajtáslánccal kapható, mindkét modell 800 V-os töltőarchitektúrával rendelkezik. Az alapmodell egy 132 kilowatt (177 hp; 179 PS) használ. villanymotor a hátsó tengelyre van szerelve, míg az összes többi felszereltségi szint 160, kilowatt (215 hp; 218 PS) LE-s motor ugyanúgy van felszerelve. Minden felszereltségi szint 56,2 kWh-s és 67,1 kWh-s LFP akkumulátorokat is használ, kivéve az alapfelszereltséget, amely csak az 56,2 kWh-s akkumulátorral érhető el. 56,2 kWh-s akkumulátorral szerelt modellekkel 510-550 km-t lehet megtenni egyetlen töltéssel, míg a 67,1 kWh-s akkumulátorral rendelkező modellek 650 km tehető meg egyetlen töltéssel. A 30%-ról 80%-ra történő egyenáramú gyorstöltés körülbelül 20 percet vesz igénybe, függetlenül attól, hogy milyen akkumulátor van az autóban.

## Fordítás
Ez a szócikk részben vagy egészben  a   Leapmotor B01 című angol Wikipédia-szócikk ezen változatának fordításán alapul.  Az eredeti cikk szerkesztőit annak laptörténete sorolja fel. Ez a jelzés csupán a megfogalmazás eredetét és a szerzői jogokat jelzi, nem szolgál a cikkben szereplő információk forrásmegjelöléseként.